# San Marco (Florenz)

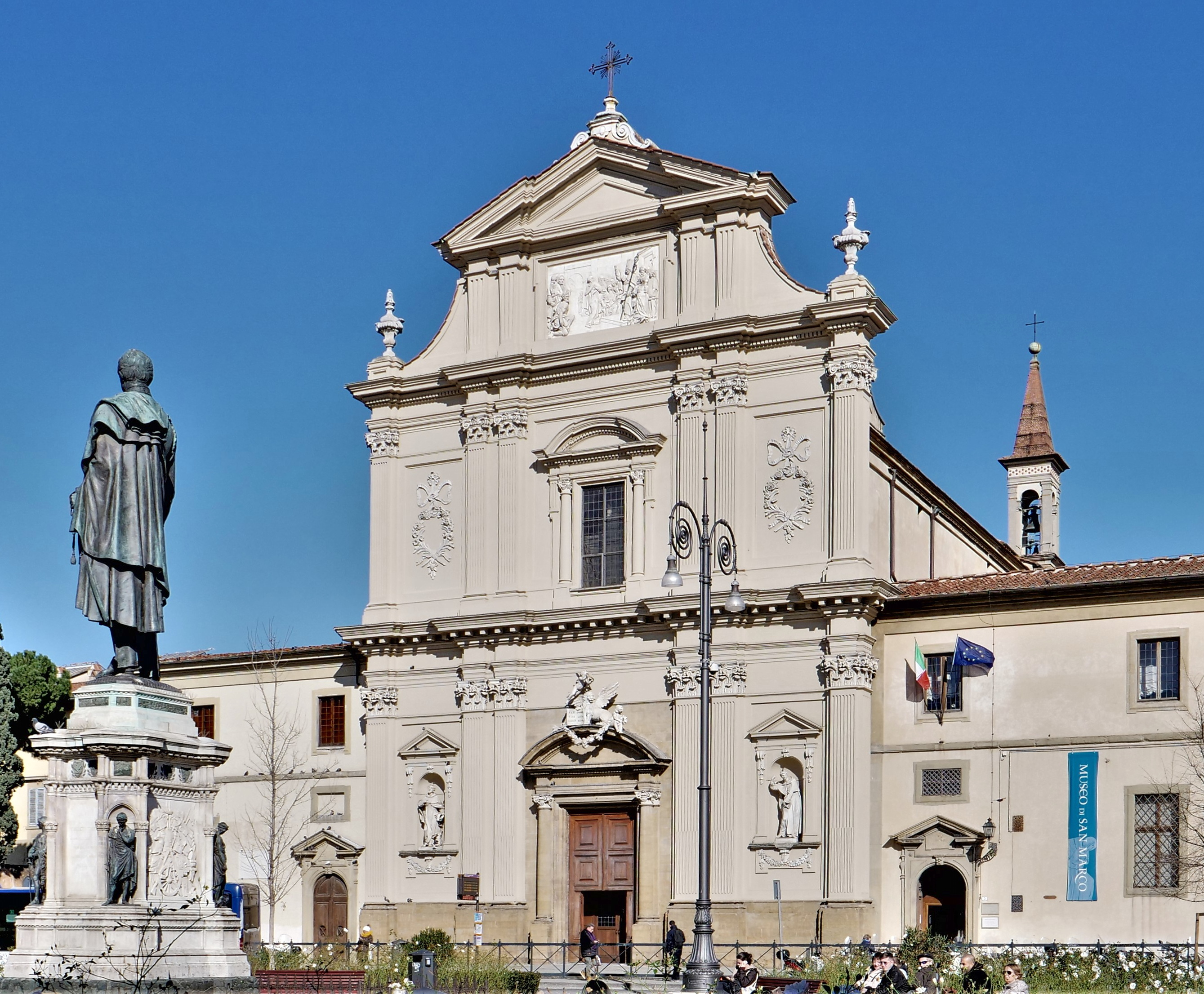
Fassade der Kirche (1777–1780)

Der ehemalige Dominikanerkonvent von San Marco befindet sich an der Piazza San Marco im Norden der Altstadt von Florenz. Die überwiegend in den 1440er Jahren errichtete Klosteranlage ist vor allem für Fresken und Tafelbilder des Malers Fra Angelico berühmt. Dem Kloster stand Ende des 15. Jahrhunderts der Bußprediger Girolamo Savonarola vor. Im Klosterkomplex sind das staatliche Museo Nazionale di San Marco und das Museo di Firenze Antica untergebracht.

## Entstehungsgeschichte

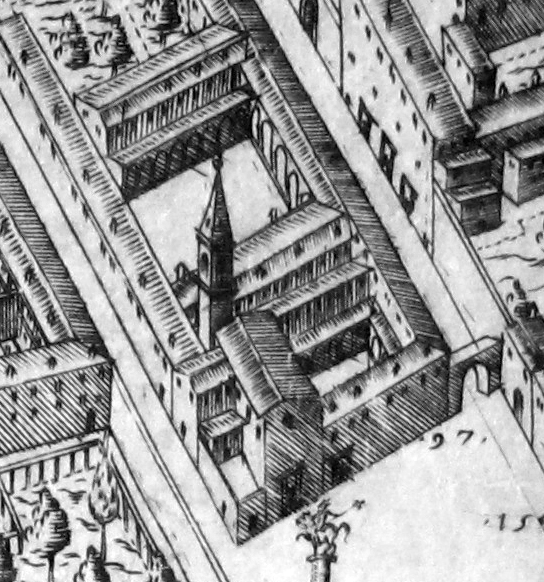
Klosterkomplex von San Marco, Detail aus dem Florenzplan von Stefano Bonsignori, 1584/1594

An der Stelle des heutigen Klosters befand sich ein Oratorium der Bruderschaft des heiligen Markus. 1299 erwarben die Silvestriner, ein Benediktiner-Reformorden, der sich den Bettelorden annäherte, das Grundstück, um dort ein Kloster mit Kirche zu errichten. Sie mussten jedoch San Marco wegen des Vorwurfs der Missachtung der Ordensregeln 1418 verlassen und übernahmen das kleine Kloster von San Giorgio alla Costa. Im Jahr 1435 wurde auf Veranlassung des Konzils von Basel und Papst Eugens IV. den Dominikaner-Observanten von San Domenico in Fiesole das schlecht erhaltene Kloster übergeben. Prior von Fiesole und nun Ordensgründer in Florenz war Antoninus, den Papst Eugen IV. 1446 zum Bischof von Florenz ernannte.

## Konvent
Einen umfassenden Neubau des Klosters initiierte und finanzierte der 1434 aus dem Exil zurückgekehrte Cosimo de’ Medici. Dies hatte ihm Papst Eugen IV. als Buße für seine nach kirchlichen Maßstäben unsittlichen Finanzgeschäfte vorgeschlagen. Cosimo und sein Bruder Lorenzo di Giovanni de’ Medici investierten mehr als 40.000 Goldflorin in die zwischen 1437 und 1452 durchgeführten Baumaßnahmen.
Der verantwortliche Baumeister ist unbekannt. Auf Grundlage einer entsprechenden Zuschreibung in Giorgio Vasaris Künstlerbiografien ging die Forschung lange Zeit davon aus, dass der Bildhauer und Architekt Michelozzo di Bartolommeo den Umbau geleitet habe; dokumentarische Belege hierfür fehlen jedoch. 

Fra Angelico, Kreuzigung Christi und Heilige, Fresko, 1441–1442, Kapitelsaal

Der Klosterbereich umfasst zwei den Heiligen Antoninus und Dominikus gewidmete Kreuzgänge, den Kapitelsaal, zwei Refektorien und ein Pilgerhospiz im Erdgeschoss. Für das Refektorium malte Domenico Ghirlandaio 1482 ein großformatiges Fresko mit dem Abendmahl. Die Flure und Zellen im Dormitorium, der Kapitelsaal und Teile der beiden Kreuzgänge wurden von 1436 bis 1445 vom Dominikaner-Mönch und Maler Fra Angelico und seiner Werkstatt mit Fresken ausgestattet. Zu den Mitarbeitern Fra Angelicos gehörte auch der junge Benozzo Gozzoli.
Die Einweihung erfolgte 1443 in der Nacht von Epiphanias in Gegenwart von Papst Eugen IV., des Erzbischofs von Capua und des Kardinals Niccolò d’Acciapaccio. Kreuzgang, Kapitelsaal und östliches Dormitorium waren zwischen 1440 und 1441 vollendet. Der südliche Schlafsaal zur Piazza San Marco, wurde 1442 fertiggestellt.

### Dormitorium
Im ersten Stockwerk befinden sich die Zellen der Mönche, Novizen und Gäste, einzelne kleine abgeschlossene Kammern. Cosimo de’ Medici hatte, obwohl er kein Ordensmitglied war, eine eigene Zelle. Sie liegt unmittelbar am Durchgang zur Kirche und weist anders als die Mönchszellen einen eigenen Vorraum auf. 

### Kreuzgänge

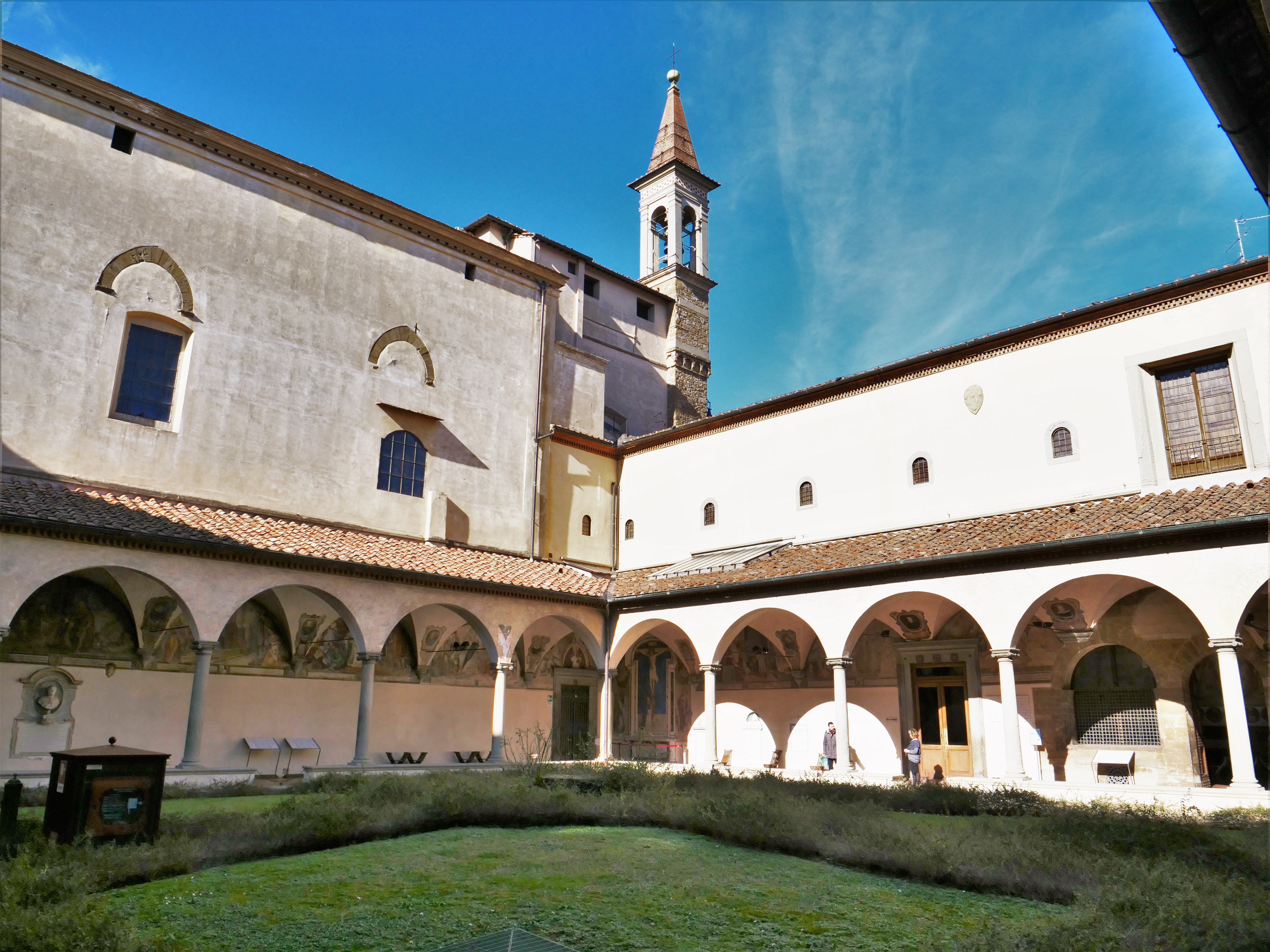
Kreuzgang des hl. Antoninus

Östlich an die Kirche schließt sich der Kreuzgang des heiligen Antoninus an, der im Erdgeschoss unter anderem von Kapitelsaal und Refektorium umgeben ist. Im Obergeschoss wird er im Westen von der Kirche und an den restlichen Seiten von den Dormitorien umrahmt. Ursprünglich war der Kreuzgang des heiligen Antoninus nur mit Fresken Fra Angelicos ausgestattet, den fünf spitzbogigen kleinen Lünetten über den Türen, die jeweils auf die dahinter liegenden Bereiche Eingängen hinweisen und das lebensgroße Gemälde der Anbetung des heiligen Dominikus von Christus am Kreuz gegenüber des Eingangs. Nach der Heiligsprechung von Antoninus 1523 wurden im 17. Jahrhundert in 28 freskierten Lünetten (jeweils mit einem Durchmesser von 3,80 Meter) Episoden aus dem Leben dargestellt, weshalb der Kreuzgang nach ihm benannt ist. 48 Bildnisse von Päpsten, Kardinälen und Prälaten des Dominikanerordens schmücken die Bogenzwickel. Die Wände im ersten Stock werden durch die kleinen Bogenfenster der Mönchszellen unterbrochen.
Nordöstlich der Basilica di San Marco befindet sich der Kreuzgang des heiligen Dominikus, an dessen Südostseite sich im Erdgeschoss das Gästehaus und im Obergeschoss die Bibliothek anschließt.

### Bibliothek

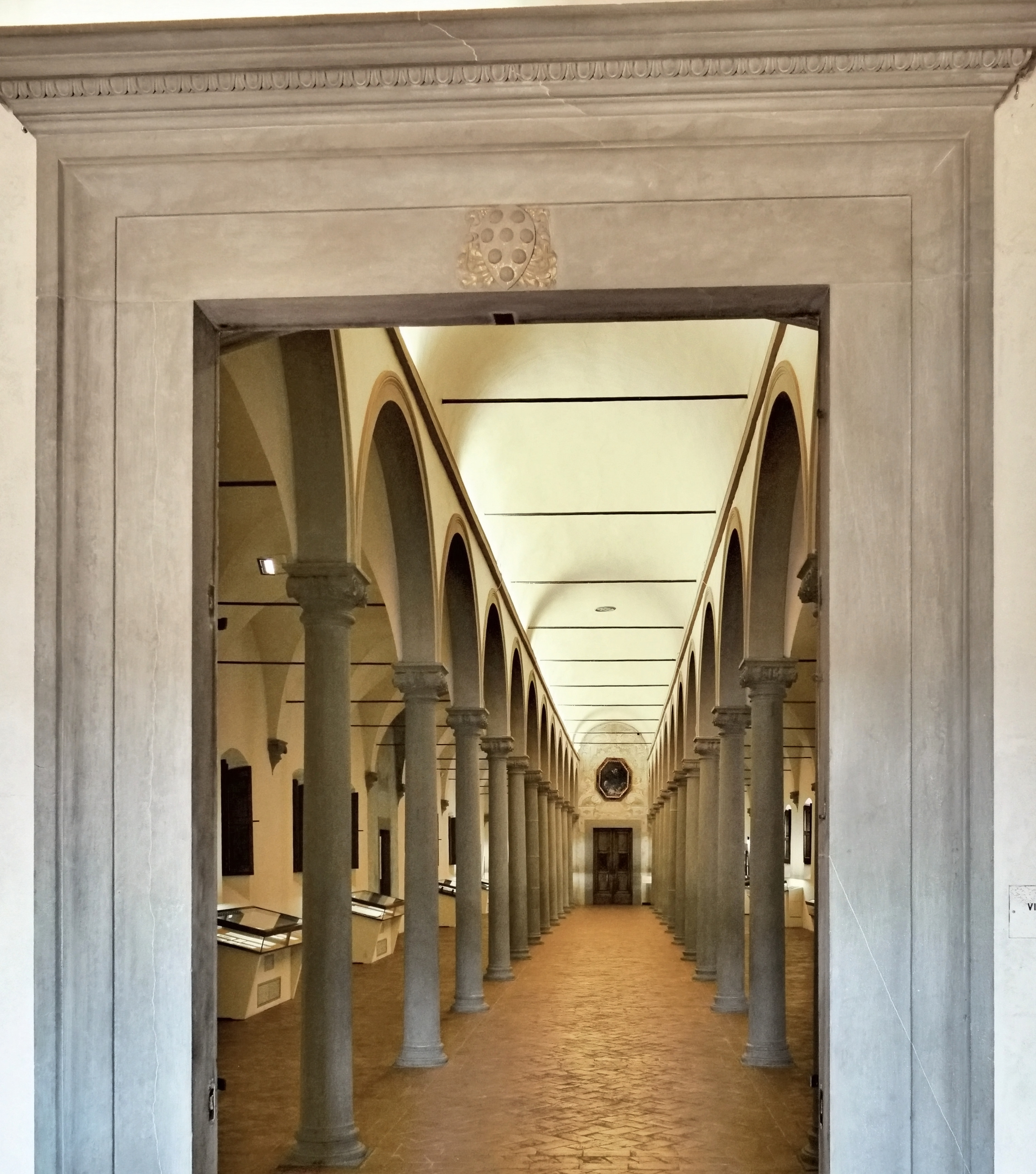
Kloster-Bibliothek

Zum Kloster gehört eine bedeutende Bibliothek. Sie wurde 1441–1444 im ersten Obergeschoss errichtet. Der insgesamt 45 m lange Raum ist durch zwei Arkadenreihen in drei Schiffe gegliedert. Die schlanken Säulen aus grauem Sandstein (Macigno) besitzen Kapitelle ionischer Ordnung, wie sie auch im großen Kreuzgang vorhanden sind. Während das mittlere Schiff mit einem Tonnengewölbe überfangen ist, sind die einzelnen Joche der Seitenschiffe mit Kreuzgratgewölben überspannt. Die Wände waren, wie freigelegte Bereiche zeigen, ursprünglich grün gefasst. Der großzügige Bibliothekssaal wurde zu einem Vorbild für weitere Bibliotheksbauten im Italien der Frühen Neuzeit.
Den Grundstock bildete die Manuskriptsammlung des Florentiner Humanisten Niccolò Niccoli, der diese an seine Schüler vererbt hatte, zu denen Cosimo de’ Medici gehörte. Zur Erweiterung der Bestände beauftragte Cosimo den Händler und Produzenten von Manuskripten Vespasiano da Bisticci mit der Herstellung von Abschriften von Büchern. Nach dessen eigener Aussage nahm er „gleich fünfundvierzig Schreiber in Dienst; in zweiundzwanzig Monaten stellte (er) zweihundertzwanzig Bände fertig.“
Das Tageslicht der zahlreichen Fenster erleichterte den Humanisten wie Angelo Poliziano und Giovanni Pico della Mirandola das Studium der Manuskripte und wertvoller Büchern aus den Sammlungen der Medici (mit seltenen griechischen und lateinischen Texten).

### Zeitalter Savonarolas
Neben Fra Angelico, Antoninus von Florenz und Fra Bartolomeo lebte in dem Kloster ab 1489 Fra’ Girolamo Savonarola, welcher den Konvent zu seinem Hauptquartier machte: Nachdem er Prior geworden war, wandte er sich gegen lüsterne Gewohnheiten und prahlerischen Luxus der Florentiner, bevor er die Kurie unter Papst Alexander VI. Borgia gegen sich aufbrachte und 1498 auf dem Scheiterhaufen auf der Piazza della Signoria endete.

## Kirche
Am Fest der Erscheinung des Herrn im Jahre 1442 wurde, laut eines Epitaphs über der Tür zur Sakristei, die Kirche neu konsekriert. Im Auftrag Cosimos malte Fra Angelico für den Hauptaltar der Klosterkirche die berühmte Pala di San Marco mit der Madonna mit Kind und heiligen auf der Mitteltafel und Szenen der Schutzheiligen Cosimos in der Predella. Hiervon sind im Museum San Marco das Mittelteil, zwei Dominikanerheilige der linken Seite und zwei Tafeln der Predella mit Szenen der heiligen Cosmas und Damian verblieben. Drei Seitentafeln befinden sich im Lindenau-Museum in Altenburg, drei Predellentafeln von Cosmas und Damian befinden sich in der Alten Pinakothek in München.
Für die Finanzierung des Neubaus erhielt Cosimo de’ Medici von Papst Eugen IV. einen Ablass, dessen erste Zeile er über dem Eingang zur Sakristei anbringen ließ: Cum hoc templum Marco evangeliste dicatum magnificis sumptibus cl. v. Cosmi de Medicis tandem absolutum esset.
Um 1488 ließ die Arte della Seta – die Zunft der Seidenhändler und Goldschmiede – die dem Heiligen Eligius geweihte Cappella di Sant'Alò links neben dem Eingang zur Kirche neugestalten und beauftragte Sandro Botticelli mit der Anfertigung eines großen Altarbilds. Das fast 4 m hohe Gemälde zeigt die Krönung der Jungfrau und vier Heilige. Es befindet sich heute in den Uffizien.
Neben dem Chor befindet sich eine Kapelle, deren Altarbild Ludovico Cigoli 1594 malte. Zu Seiten des Altars sind die Humanisten Pico della Mirandola und Polizian bestattet. Von Cigoli stammen auch die Fresken in der Kapelle. Eine andere Kapelle wurde dem heiligen Antoninus von Florenz geweiht, der lange Jahre Prior des Klosters war. Die 1578 bis 1589 erbaute Kapelle zählt zu den bedeutendsten Werken Giovanni da Bolognas.
Zwischen 1777 und 1780 erhielt die Kirche eine neue Fassade nach einem Entwurf Gioacchino Prontis, die sich nach Südwesten zum Platz hin erhebt.

## Museo Nazionale di San Marco

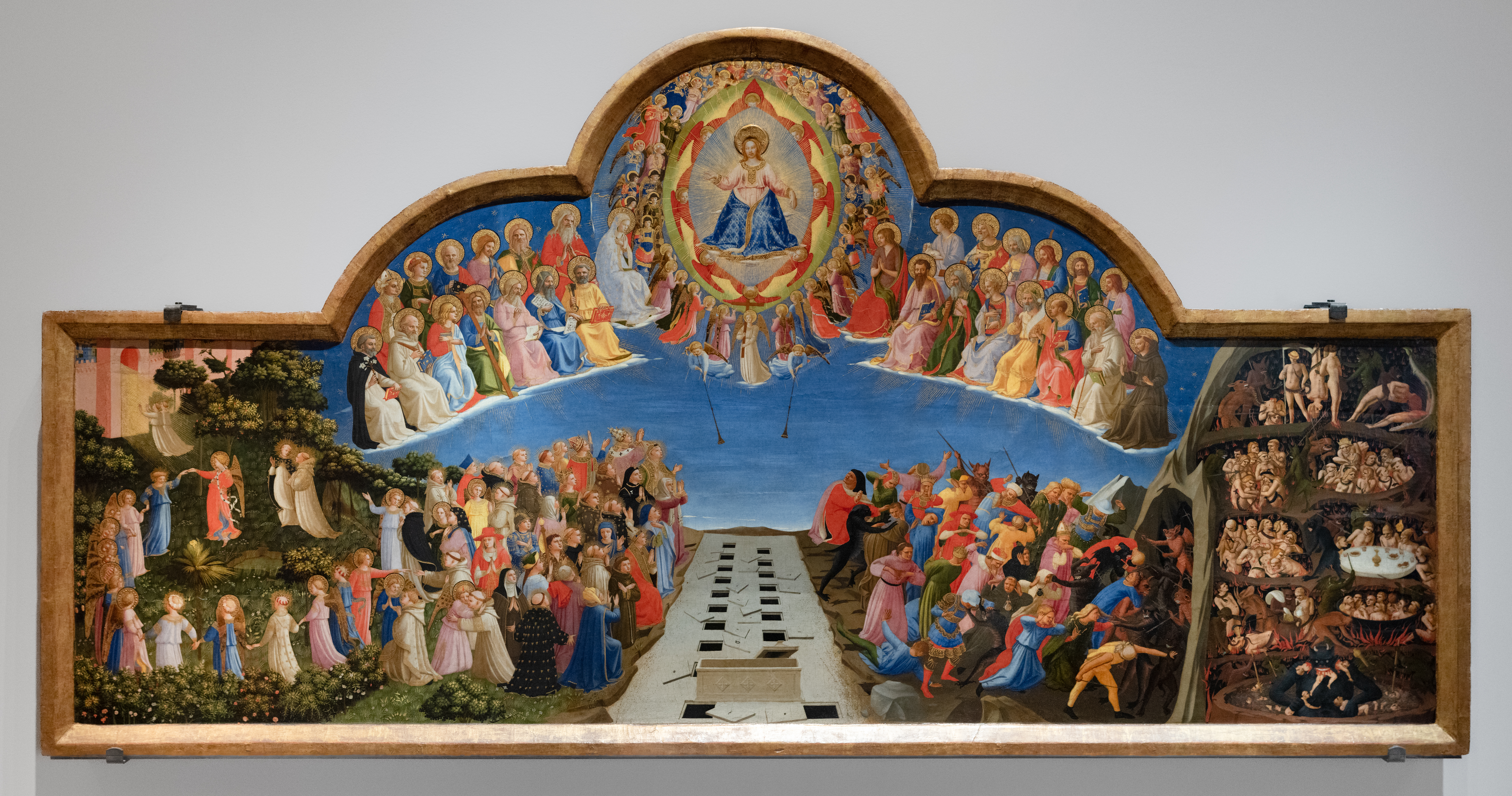
Fra Angelico: Jüngstes Gericht, Tafelbild aus S. Maria degli Angeli, Florenz, ca. 1431

1808 wurde der Komplex enteignet, den Brüdern aber nach dem Sturz Napoleons zurückgegeben. Mit der Aufhebung der religiösen Körperschaften nach dem Gesetz vom 7. Juli 1866 wurde das Kloster größtenteils vom italienischen Staat konfisziert. Die Kirche verblieb im Besitz der Dominikaner.
Nach Restaurierung und Umbau wurde der östliche größte Teil des Komplexes 1869 als Museum und Nationalmonument Museo Nazionale di San Marco wiedereröffnet. Es untersteht seit 2019 der Direktion der regionalen Museen der Toskana. Die Fresken Fra Angelicos restaurierte der Maler Gaetano Bianchi. 1922 veranlasste Giovanni Poggi, dass alle Werke Fra Angelicos in Florenz besonders aus den Uffizien und der Accademia im Museum gezeigt werden. Zahlreiche Tafelbilder sind in der ehemaligen Sala dell’Ospizio ausgestellt.
In der ehemaligen Zelle des Priors werden Bilder und einige Gegenstände Girolamo Savonarolas gezeigt, der ab 1485 dem Konvent von San Marco vorstand. Arbeiten Fra Bartolomeos (1472–1517) sind in der nach ihm benannten Sala di Fra Bartolomeo zu sehen.

## Museo di Firenze antica
Der Klosterkomplex beherbergt seit 1906 das Museo di Firenze antica, wo skulpturale Bauelemente und Freskofragmente ausgestellt sind, die während des Flächenabrisses im Stadtzentrum im Zuge des so genannten „Risanamento“ Ende des 19. Jahrhunderts geborgen wurden. Es ist im ehemaligen Gästehaus untergebracht.